# Philippe Nivet
Pour les articles homonymes, voir Nivet.
Philippe Nivet, né en 1967 à Orléans, est un historien français, professeur d'histoire contemporaine à l'université de Picardie.

## Biographie

### Formation
Ancien élève de l'École normale supérieure de Saint-Cloud (promotion 1985), Philippe Nivet est agrégé d'histoire et docteur en histoire contemporaine. Il a soutenu sa thèse de doctorat en 1993. Depuis 2002, il est titulaire d'une habilitation à diriger des recherches.

### Carrière universitaire
Philippe Nivet a commencé sa carrière à l'université de Paris I Panthéon-Sorbonne de 1989 à 1992 en tant qu'allocataire-moniteur-normalien, il l'a poursuivi à l'université Paris XIII (Paris-Nord) en 1993-1994 avant d'être nommé maître de conférence puis professeur des universités à l'université de Picardie-Jules Verne (UPJV) à Amiens.
Philippe Nivet est le coresponsable de la licence professionnelle « Développement et protection du Patrimoine culturel - Patrimoine, Environnement et Tourisme » et du Master « Le phénomène guerrier » de l' UPJV. Il est membre élu du Conseil Scientifique de l'université depuis 2008. Il est Directeur du Centre d'Histoire des Sociétés, des Sciences et des Conflits (CHSSC) après avoir été Directeur du Centre d'Histoire des Sociétés. Il est également directeur de l'UFR d'Histoire et de Géographie depuis juin 2008 et directeur de l'École doctorale sciences humaines et sociales depuis 2010. En juin 2012 il devient vice-président de l'UPJV.

## Apport à l'histoire duXXesiècle
Philippe Nivet a d'abord consacré ses travaux de recherches à l'histoire politique de Paris. Sa thèse de doctorat porte sur Le Conseil municipal de Paris de 1944 à 1977 (Publications de la Sorbonne, 1994). Il est également l'auteur de : « Le RPF à Paris » et « Le RPF à l'Hôtel de Ville de Paris » in De Gaulle et le RPF, 1947-1955, Armand Colin, 1998. Il est coauteur avec Yvan Combeau d'une Histoire politique de Paris au XXe siècle (PUF, 2000).
Il a ensuite dirigé ses recherches sur l'histoire de la Première Guerre mondiale. Ses travaux récents portent sur les déplacements de population en temps de guerre, il a publié Les Réfugiés français de la Grande Guerre (Economica, 2004), sous titré « Les Boches du Nord ».

## Publications

### Ouvrages
- La France de 1815 à nos jours, Ellipses, 1994 (recueil de textes).
- Le Conseil municipal de Paris de 1944 à 1977, Publications de la Sorbonne, 1994 [lire en ligne].
- avec A. Duménil, Picardie terre de frontière, Encrage, 1998.
- La Bataille en Picardie, Encrage, 2000.
- avec Y. Combeau, Histoire politique de Paris au XXe siècle, PUF, 2000.
- avec A. Duménil, Les Reconstructions en Picardie, Encrage, 2003.
- Les Réfugiés français de la Grande Guerre, les boches du nord, 1914-1920, Economica, 2004.
- avec O. Carpi, La Picardie occupée du Moyen Âge au XXe siècle, Encrage, 2005.
- avec Ph. Boulanger, La Géographie militaire de la Picardie du Moyen Âge à nos jours, Encrage, 2006.
- avec O. Forcade, Les réfugiés en Europe du XVIe au XXe siècle, NME, 2008.
- La France occupée, 1914-1918, Armand Colin, 2011  (ISBN 978-2-200-35094-9).
- avec Marjolaine Boutet, La Bataille de la Somme, l'hécatombe oubliée 1er juillet-18 novembre 1916, Paris, Editions Tallandier, 2016  (ISBN 979 - 10 - 210 - 1 849 - 5)